# James S. Gorman

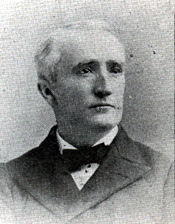
James S. Gorman

James Sedgwick Gorman (* 28. Dezember 1850 bei Chelsea, Washtenaw County, Michigan; † 27. Mai 1923 in Detroit, Michigan) war ein US-amerikanischer Politiker. Zwischen 1891 und 1895 vertrat er den Bundesstaat Michigan im US-Repräsentantenhaus.

## Werdegang
James Gorman besuchte die öffentlichen Schulen seiner Heimat einschließlich der Union School of Chelsea. Nach einem anschließenden Jurastudium an der University of Michigan in Ann Arbor und seiner im Jahr 1876 erfolgten Zulassung als Rechtsanwalt begann er in Jackson in seinem neuen Beruf zu arbeiten. Danach war er zwei Jahre lang stellvertretender Bezirksstaatsanwalt im Jackson County. Im Jahr 1879 zog er nach Dexter im Washtenaw County.
Politisch war Gorman Mitglied der Demokratischen Partei. Im Jahr 1880 wurde er in das Repräsentantenhaus von Michigan gewählt; von 1886 bis 1888 gehörte er dem Staatssenat an. Bei den Kongresswahlen des Jahres 1890 wurde Gorman im zweiten Wahlbezirk von Michigan in das US-Repräsentantenhaus in Washington, D.C. gewählt, wo er am 4. März 1891 die Nachfolge von Edward P. Allen antrat. Nach einer Wiederwahl im Jahr 1892 konnte er bis zum 3. März 1895 zwei Legislaturperioden im Kongress absolvieren.
1894 verzichtete James Gorman auf eine weitere Kongresskandidatur. In den folgenden Jahren arbeitete er in der Nähe von Chelsea in der Landwirtschaft sowie als Rechtsanwalt. Er starb am 27. Mai 1923 in Detroit und wurde in Chelsea beigesetzt.